# Franziskus von Bettinger
Franziskus A. von Bettinger (ur. 17 września 1850 w Landstuhl, Bawaria, zm. 12 kwietnia 1917 w Monachium) – niemiecki duchowny katolicki, arcybiskup Fryzyngi i Monachium, kardynał.

## Zarys biografii
Studiował w seminarium w Spirze oraz na uniwersytetach w Würzburgu i Innsbrucku. Przyjął święcenia kapłańskie 17 sierpnia 1873 w Spirze. Od 1873 pracował jako duszpasterz w diecezji spirskiej, w 1895 został kanonikiem kapituły katedralnej w Spirze, w 1909 dziekanem tej kapituły. Pełnił również funkcję proboszcza katedry w Spirze.
6 czerwca 1909 został mianowany arcybiskupem Monachium i Fryzyngi. 15 sierpnia 1909 odebrał sakrę biskupią z rąk nuncjusza w Bawarii, arcybiskupa Andreasa Frühwirtha. Papież Pius X wyniósł go w maju 1914 do godności kardynalskiej, z nadaniem tytułu prezbitera S. Marcelli. Jesienią tego samego roku wziął udział w konklawe po śmierci Piusa X. Zasiadał w parlamencie Rzeszy, a w czasie I wojny światowej był naczelnym kapelanem armii bawarskiej.
Zmarł nagle na zawał serca. Został pochowany w katedrze metropolitalnej w Monachium.